# Allibratore
L'allibratore è la persona che registra e riscuote scommesse inerenti a eventi sportivi (in particolare corse di cavalli o di cani), eventi elettorali ed eventi di altra natura.

## Descrizione
Quando ciò avviene in maniera legale, il tutto viene trascritto in appositi libri bollati dalla Finanza, in caso contrario si parla di allibratori clandestini che agiscono quindi nella piena illegalità.
Questa figura professionale è talvolta designata anche con l'anglicismo bookmaker.

## Nei media

### Cinema
- L'assassinio di un allibratore cinese (The Killing of a Chinese Bookie), regia di John Cassavetes